# Grand Prix-wegrace van Tsjecho-Slowakije 1976
De Grand Prix-wegrace van Tsjecho-Slowakije 1976 was de tiende race van het wereldkampioenschap wegrace-seizoen 1976. De race werd verreden op 22 augustus 1976 op de Masaryk-Ring nabij Brno. Tijdens deze Grand Prix werden de wereldtitels in de 250cc-klasse en de zijspanklasse beslist.

## 500 cc
De Suzuki RG 500 was een toonbeeld van betrouwbaarheid gebleken, maar de onderdelenvoorziening werd tegen het einde van het seizoen problematisch. Misschien was dat de reden van de dramatisch verlopen Grand Prix van Tsjecho-Slowakije. Marco Lucchinelli en Teuvo Länsivuori lagen na de eerste ronde samen aan de leiding, gevolgd door Boet van Dulmen en daarachter werd om de vierde plaats gestreden door Marcel Ankoné en John Newbold. Toen begon de ene na de andere Suzuki uit te vallen: eerst Giacomo Agostini, daarna Ankoné, Estrosi, Findlay, Kassner en Hennen. Tuevo Länsivuori kwam vlak voor de finish zonder benzine te staan en de machine van Boet van Dulmen ging op drie cilinders lopen waardoor hij een mooie derde plaats moest inruilen voor de achtste. John Newbold was zelf verrast door zijn overwinning, terwijl Länsivuori toch nog tweede wist te worden vóór Philippe Coulon.

### Uitslag 500 cc
| Pos | Coureur             | Merk   | Tijd       | Punten    |
| --- | ------------------- | ------ | ---------- | --------- |
| 1   | John Newbold        | Suzuki | 56' 56" 45 | 15        |
| 2   | Teuvo Länsivuori    | Suzuki | +11" 04    | 12        |
| 3   | Philippe Coulon     | Suzuki | +22" 68    | 10        |
| 4   | Karl Auer           | Yamaha | +1' 34" 20 | 8         |
| 5   | Max Wiener          | Yamaha | +1' 42" 86 | 6         |
| 6   | Olivier Chevallier  | Yamaha | +1' 53" 11 | 5         |
| 7   | Bernd Tüngethal     | Yamaha | +2' 12" 90 | 4         |
| 8   | Boet van Dulmen     | Suzuki | +3' 12" 19 | 3         |
| 9   | Chas Mortimer       | Suzuki | +3' 30" 68 | 2         |
| 10  | Edmar Ferreira      | Yamaha | +3' 31" 30 | 1         |
| 11  | Bo Granath          | Yamaha | +3' 52" 70 |           |
| 12  | Charlie Dobson      | Yamaha | +1 ronde   |           |
| 13  | János Drapál        | Yamaha | +1 ronde   |           |
| 14  | Giorgio Gatti       | Yamaha | +1 ronde   |           |
| 15  | Michael Schmid      | Yamaha | +1 ronde   |           |
| 16  | Walter Kaletsch     | Yamaha | +2 ronden  |           |
| 17  | Lars Johansson      | Yamaha | +9 ronden  |           |
| DNF | Marcel Ankoné       | Yamaha |            |           |
| DNF | Alex George         | Suzuki |            |           |
| DNF | Marco Lucchinelli   | Suzuki | ontsteking |           |
| DNF | Pat Hennen          | Suzuki | vastloper  |           |
| DNF | Giacomo Agostini    | Suzuki |            |           |
| DNF | Christian Estrosi   | Suzuki |            |           |
| DNF | Bohumil Staša       | ČZ     |            |           |
| DNF | Virginio Ferrari    | Suzuki |            |           |
| DNF | Jean-Philippe Orban | Yamaha |            |           |
| DNF | Helmut Kassner      | Suzuki |            |           |
| DNF | Roberto Gallina     | Suzuki |            |           |
| DNF | Jack Findlay        | Suzuki |            |           |
| DNF | Roland Freymond     | Yamaha |            |           |
| DNF | Piers Forrester     | Yamaha |            |           |
| DNF | Tom Herron          | Yamaha |            |           |
| DNF | Bob Coulter         | Yamaha |            |           |
| DNF | Peter Balaz         | Yamaha |            |           |
| DNF | Francis Hellebecq   | Suzuki |            |           |
| DNF | Víctor Palomo       | Yamaha |            |           |
| DNF | Børge Nielsen       | Yamaha |            |           |
| DNF | Dieter Braun        | Suzuki |            |           |
| DNS | Barry Sheene        | Suzuki | startgeld  | startgeld |

## 350 cc
In Tsjecho-Slowakije viel Giacomo Agostini opnieuw na twee rondjes stil. Hij speelde toen al geen rol van betekenis, want na de eerste ronde kwam een grote groep met Walter Villa, Dieter Braun, Chas Mortimer, Tom Herron, Johnny Cecotto en Víctor Palomo gezamenlijk door. Walter Villa en Dieter Braun (met de enige Morbidelli in de wedstrijd) maakten zich los van de kopgroep, maar Braun moest met een slecht lopende motor de strijd staken. Ook Cecotto, van Dulmen en Ankoné vielen uit. Villa ging alleen op kop en won de wedstrijd. Achter hem vochten Palomo, Herron en de opgeklommen Pentti Korhonen. Palomo had een loszittende stroomlijnkuip, maar profiteerde desondanks toen Herron in de laatste ronde iets terugviel door de tweede plaats te grijpen. Herron werd derde. Omdat Chas Mortimer slechts vijfde werd nam Walter Villa de leiding in het wereldkampioenschap over.

### Uitslag 350 cc
| Pos | Coureur             | Merk              | Tijd       | Punten |
| --- | ------------------- | ----------------- | ---------- | ------ |
| 1   | Walter Villa        | Harley-Davidson   | 53' 59" 61 | 15     |
| 2   | Víctor Palomo       | Yamaha            | +3" 05     | 12     |
| 3   | Tom Herron          | Yamaha            | +4" 98     | 10     |
| 4   | Pentti Korhonen     | Yamaha            | +13" 66    | 8      |
| 5   | Chas Mortimer       | Maxton-Yamaha     | +16" 55    | 6      |
| 6   | John Dodds          | Yamaha            | +19" 46    | 5      |
| 7   | Gianfranco Bonera   | Harley-Davidson   | +1' 25" 18 | 4      |
| 8   | Karl Auer           | Yamaha            | +1' 40" 28 | 3      |
| 9   | Franz Kunz          | Yamaha            | +1' 45" 31 | 2      |
| 10  | Christian Sarron    | Yamaha            | +1' 50" 82 | 1      |
| 11  | Takazumi Katayama   | Yamaha            | +1' 56" 46 |        |
| 12  | Alex George         | Yamaha            | +2' 27" 19 |        |
| 13  | Peter Baláž         | Yamaha            | +2' 27" 29 |        |
| 14  | Giovanni Proni      | Yamaha            | +2' 44" 46 |        |
| 15  | Leif Gustafsson     | Yamaha            | +3' 15" 50 |        |
| 16  | Max Wiener          | Yamaha            | +3' 43" 38 |        |
| 17  | János Reisz         | Yamaha            | +1 ronde   |        |
| 18  | Jan Bartunek        | Jawa              | +1 ronde   |        |
| 19  | Olivier Chevallier  | Yamaha            | +2 ronden  |        |
| DNF | Dieter Braun        | Bakker-Morbidelli |            |        |
| DNF | Johnny Cecotto      | Yamaha            |            |        |
| DNF | Marcel Ankoné       | Yamaha            |            |        |
| DNF | Boet van Dulmen     | Yamaha            |            |        |
| DNF | Pekka Nurmi         | Yamaha            | val        |        |
| DNF | Mario Lega          | Yamaha            | val        |        |
| DNF | Jack Findlay        | Yamaha            |            |        |
| DNF | Philippe Coulon     | Yamaha            |            |        |
| DNF | Giacomo Agostini    | MV Agusta         |            |        |
| DNF | Bruno Kneubühler    | Yamaha            |            |        |
| DNF | Jean-François Baldé | Yamaha            |            |        |
| DNF | Gérard Choukroun    | Yamaha            |            |        |
| DNF | Patrick Fernandez   | Yamaha            |            |        |
| DNF | Tapio Virtanen      | MZ                |            |        |
| DNF | Franco Undini       | Yamaha            |            |        |

## 250 cc
Walter Villa maakte er in de 250cc-klasse weer een saaie race van door van begin tot eind te leiden. Het succes voor Harley-Davidson werd compleet toen Gianfranco Bonera tweede werd. Opmerkelijk was het optreden van Franz Kunz, die derde lag tot hij in de laatste ronde moest opgeven. Nu ging die plaats naar Takazumi Katayama. Walter Villa was nu definitief wereldkampioen 250 cc en daarmee de eerste coureur in de geschiedenis die deze titel drie jaar op rij binnenhaalde.

### Uitslag 250 cc
| Pos | Coureur             | Merk            | Tijd       | Punten |
| --- | ------------------- | --------------- | ---------- | ------ |
| 1   | Walter Villa        | Harley-Davidson | 50' 46" 12 | 15     |
| 2   | Gianfranco Bonera   | Harley-Davidson | +35" 63    | 12     |
| 3   | Takazumi Katayama   | Yamaha          | +50" 22    | 10     |
| 4   | Víctor Palomo       | Yamaha          | +53" 21    | 8      |
| 5   | Bruno Kneubühler    | Yamaha          | +54" 55    | 6      |
| 6   | Tom Herron          | Yamaha          | +1' 04" 26 | 5      |
| 7   | Dieter Braun        | Yamaha          | +1' 14" 38 | 4      |
| 8   | Pentti Korhonen     | Yamaha          | +1' 26" 67 | 3      |
| 9   | John Dodds          | Yamaha          | +1' 36" 84 | 2      |
| 10  | Harald Bartol       | Yamaha          | +1' 45" 35 | 1      |
| 11  | János Drapál        | Yamaha          | +1' 49" 91 |        |
| 12  | Patrick Fernandez   | Yamaha          | +1' 56" 64 |        |
| 13  | Olivier Chevallier  | Yamaha          | +1' 56" 94 |        |
| 14  | Christian Sarron    | Yamaha          | +2' 07" 27 |        |
| 15  | Bernd Tüngethal     | Yamaha          | +2' 51" 50 |        |
| 16  | Mario Lega          | Yamaha          | +2' 51" 91 |        |
| 17  | Leif Gustafsson     | Yamaha          | +3' 20" 82 |        |
| 18  | Pentti Salonen      | Yamaha          | +3' 26" 14 |        |
| 19  | Rudolf Weiss        | Yamaha          | +3' 26" 66 |        |
| 20  | Bo Granath          | Yamaha          | +3' 27" 26 |        |
| 21  | Peter Baláž         | Jawa            | +3' 53" 43 |        |
| 22  | Ken Nemoto          | Yamaha          | +4' 16" 67 |        |
| 23  | Hans Stadelmann     | Yamaha          | +1 ronde   |        |
| 24  | Alan Engel          | Kawasaki        | +1 ronde   |        |
| 25  | Oldrich Kaba        | Jawa            | +1 ronde   |        |
| 26  | Vladimir Jarolin    | Jawa            | +1 ronde   |        |
| 27  | Jan Bartunek        | Jawa            | +1 ronde   |        |
| 28  | János Reisz         | Yamaha          | +1 ronde   |        |
| 29  | Andrzej Szymanski   | Yamaha          | +1 ronde   |        |
| 30  | Zbygniew Chomno     | Yamaha          | +2 ronden  |        |
| DNF | Franz Kunz          | Yamaha          | val        |        |
| DNF | Jean-François Baldé | Yamaha          |            |        |
| DNF | Gérard Choukroun    | Yamaha          |            |        |
| DNF | Chas Mortimer       | Yamaha          |            |        |
| DNF | Tapio Virtanen      | MZ              |            |        |
| DNF | Giovanni Proni      | Yamaha          |            |        |
| DNF | Franco Uncini       | Yamaha          |            |        |

## Zijspanklasse
De zijspanrace in Tsjecho-Slowakije was wellicht de spannendste van de dag. Aanvankelijk lagen de combinaties Werner Schwärzel/Andreas Huber en Rolf Steinhausen/Josef Huber aan de leiding, maar Rolf Biland/Kenneth Williams en Hermann Schmid/Martial Jean-Petit-Matile, die onderling in gevecht waren, passeerden ze allebei. In de laatste bocht lagen deze vier combinaties nog steeds bij elkaar, tot de ketting van de Seymaz-Yamaha van Biland brak. Schmid won de race vóór Schwärzel, Biland wist als derde over de streep te rollen.

### Uitslag zijspanklasse
| Pos | Coureur           | Bakkenist                 | Merk          | Tijd       | Punten |
| --- | ----------------- | ------------------------- | ------------- | ---------- | ------ |
| 1   | Hermann Schmid    | Martial Jean-Petit-Matile | Schmid-Yamaha | 49' 14" 73 | 15     |
| 2   | Werner Schwärzel  | Andreas Huber             | König         | +0" 54     | 12     |
| 3   | Rolf Biland       | Kenneth Williams          | Seymaz-Yamaha | +2" 90     | 10     |
| 4   | Rolf Steinhausen  | Josef Huber               | Busch-König   | +3" 76     | 8      |
| 5   | George O'Dell     | Kenny Arthur              | Windle-Yamaha | +46" 61    | 6      |
| 6   | Martin Kooij      | Rob Vader                 | Kova-König    | +48" 71    | 5      |
| 7   | Dick Greasley     | Cliff Holland             | Windle-Yamaha | +1' 19" 85 | 4      |
| 8   | Walter Ohrmann    | Bernd Grube               | Yamaha        | +1' 24" 68 | 3      |
| 9   | Alain Michel      | Bernard Garcia            | GEP-Yamaha    | +1' 34" 49 | 2      |
| 10  | Amedeo Zini       | Andrea Fornaro            | König         | +2' 49" 34 | 1      |
| 11  | Rudi Kurth        | Dane Rowe                 | CAT-Yamaha    | +1 ronde   |        |
| 12  | Egon Schons       | Karl Lauterback           | König         | +1 ronde   |        |
| 13  | Georg Neumann     | Gerhard Lehmann           | König         | +2 ronden  |        |
| 14  | Gerhard Müller    | Gerd Hoffmann             | König         | +2 ronden  |        |
| 15  | Siegfried Schauzu | Wolfgang Kalauch          | Schmid-Fath   | +2 ronden  |        |
| 16  | Bruno Holzer      | Karl Meierhans            | LCR-Yamaha    | +10 ronden |        |

1928 · 1929 · 1950 · 1951 · 1952 · 1954 · 1955 · 1956 · 1957 · 1958 · 1959 · 1960 · 1961 · 1962 · 1963 · 1964 · 1965 · 1966 · 1967 · 1968 · 1969 · 1970 · 1971 · 1972 · 1973 · 1974 · 1975 · 1976 · 1977 · 1978 · 1979 · 1980 · 1981 · 1982 · 1983 · 1984 · 1985 · 1986 · 1987 · 1988 · 1989 · 1990 · 1991